# San Francisco, Venustiano Carranza
San Francisco är en ort i Mexiko.   Den ligger i kommunen Venustiano Carranza och delstaten Chiapas, i den sydöstra delen av landet, 800 km sydost om huvudstaden Mexico City. San Francisco ligger 638 meter över havet och antalet invånare är 2 409.
Terrängen runt San Francisco är kuperad norrut, men söderut är den platt. Runt San Francisco är det ganska glesbefolkat, med 50 invånare per kvadratkilometer. Närmaste större samhälle är Venustiano Carranza, 1,8 km norr om San Francisco. I omgivningarna runt San Francisco växer huvudsakligen savannskog.